# Amaurobius
Amaurobius är ett släkte av spindlar som beskrevs av Carl Ludwig Koch 1837. Amaurobius ingår i familjen mörkerspindlar.

## Bildgalleri

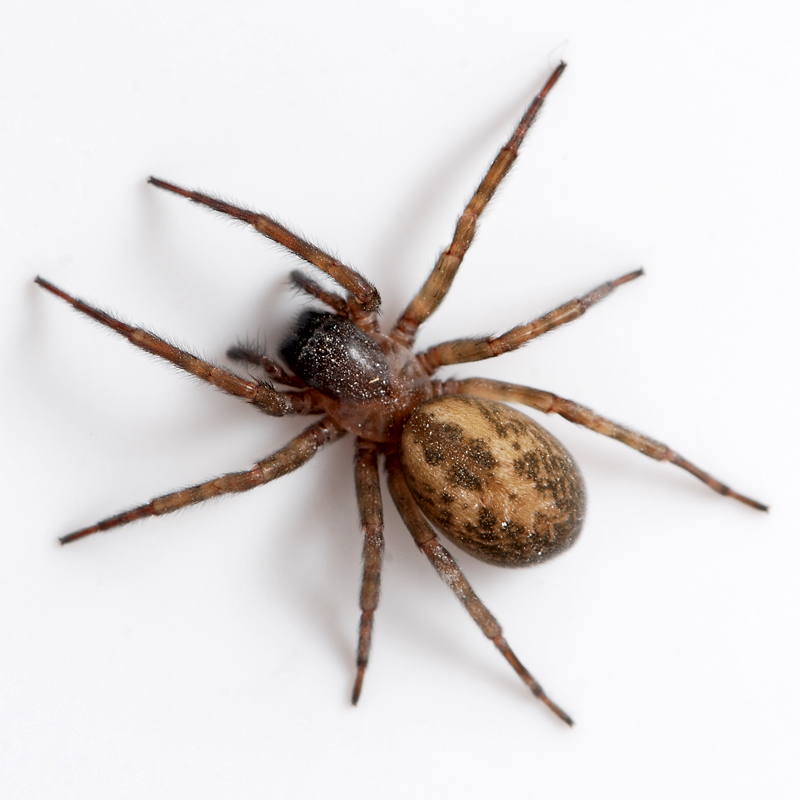
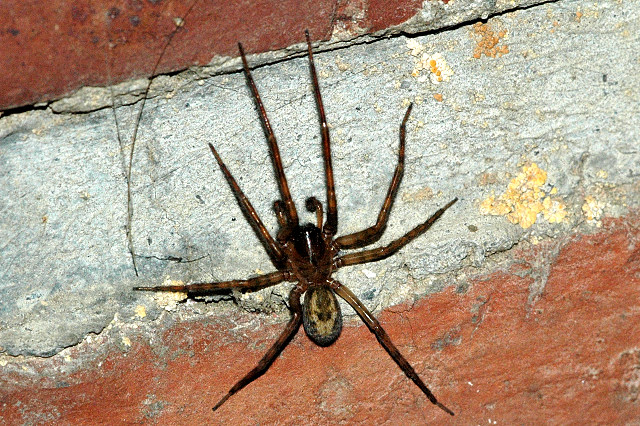
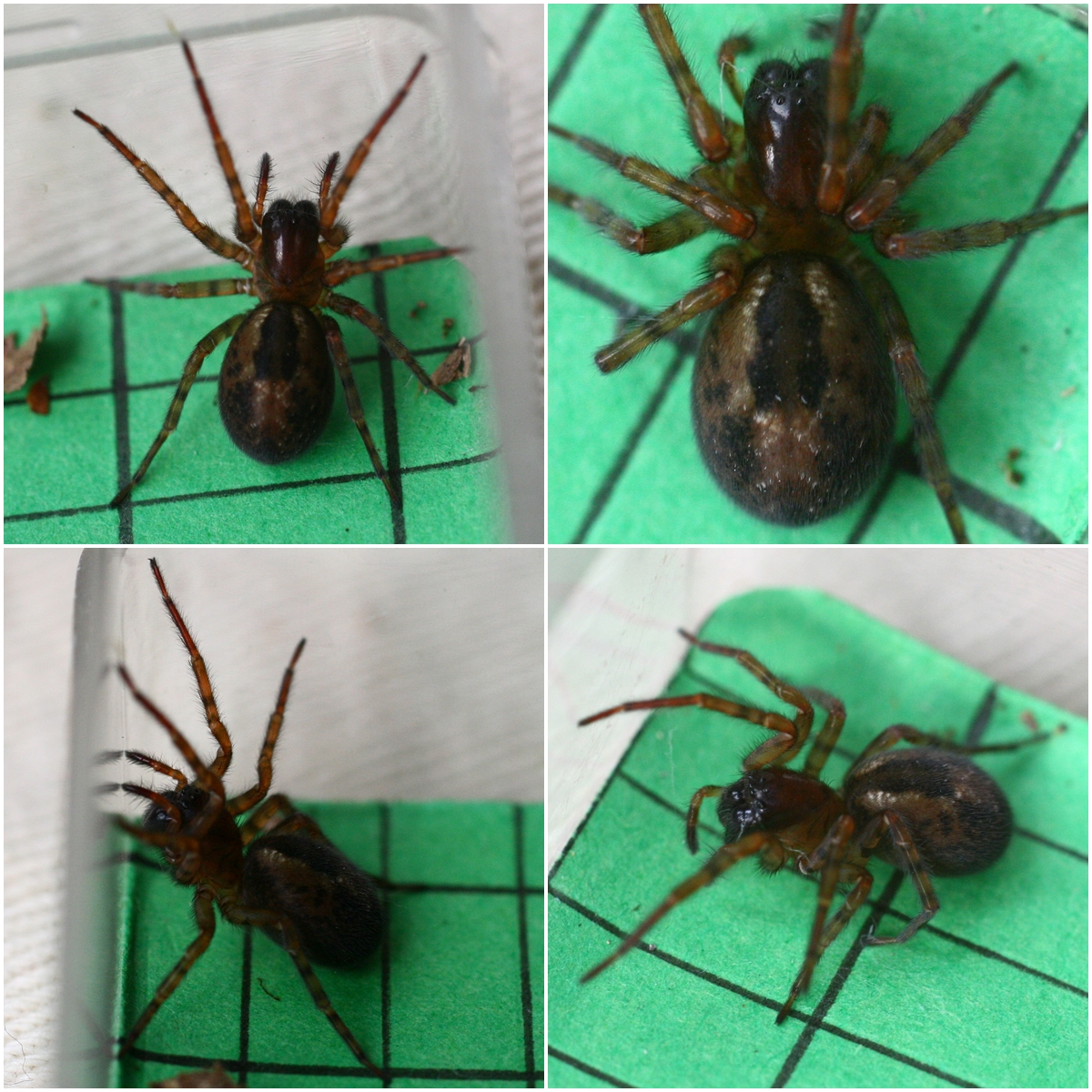

## Dottertaxa tillAmaurobius, i alfabetisk ordning[1][2]
- Amaurobius agastus
- Amaurobius andhracus
- Amaurobius annulatus
- Amaurobius antipovae
- Amaurobius asuncionis
- Amaurobius ausobskyi
- Amaurobius barbaricus
- Amaurobius barbarus
- Amaurobius borealis
- Amaurobius brevis
- Amaurobius candia
- Amaurobius cayanus
- Amaurobius cerberus
- Amaurobius corruptus
- Amaurobius crassipalpis
- Amaurobius cretaensis
- Amaurobius deelemanae
- Amaurobius diablo
- Amaurobius distortus
- Amaurobius dorotheae
- Amaurobius drenskii
- Amaurobius erberi
- Amaurobius fenestralis
- Amaurobius ferox
- Amaurobius festae
- Amaurobius galeritus
- Amaurobius geminus
- Amaurobius hagiellus
- Amaurobius heathi
- Amaurobius hercegovinensis
- Amaurobius hirtus
- Amaurobius intermedius
- Amaurobius jugorum
- Amaurobius kratochvili
- Amaurobius latebrosus
- Amaurobius latescens
- Amaurobius leechi
- Amaurobius longipes
- Amaurobius mathetes
- Amaurobius mephisto
- Amaurobius milloti
- Amaurobius minor
- Amaurobius minutus
- Amaurobius nathabhaii
- Amaurobius obustus
- Amaurobius occidentalis
- Amaurobius ossa
- Amaurobius pallidus
- Amaurobius palomar
- Amaurobius paon
- Amaurobius pavesii
- Amaurobius pelops
- Amaurobius phaeacus
- Amaurobius prosopidus
- Amaurobius ruffoi
- Amaurobius rufipes
- Amaurobius sciakyi
- Amaurobius scopolii
- Amaurobius similis
- Amaurobius spominimus
- Amaurobius strandi
- Amaurobius tamalpais
- Amaurobius thoracicus
- Amaurobius transversus
- Amaurobius triangularis
- Amaurobius tristis
- Amaurobius tulare
- Amaurobius vachoni
- Amaurobius vexans
- Amaurobius yanoianus